# Okręg wyborczy Spen Valley
Okręg wyborczy Spen Valley powstał w 1885 r. i wysyłał do brytyjskiej Izby Gmin jednego deputowanego. Okręg położony był w dolinie rzeki Spen w zachodnim Yorkshire. Został zlikwidowany w 1950 r.

## Deputowani do brytyjskiej Izby Gmin z okręgu Spen Valley
- 1885–1892: Joseph Woodhead
- 1892–1919: Thomas Whittaker, Partia Liberalna
- 1919–1922: Thomas Myers, Partia Pracy
- 1922–1940: John Simon, Partia Liberalna, od 1931 r. Narodowa Partia Liberalna
- 1940–1945: William Woolley, Narodowa Partia Liberalna
- 1945–1950: Granville Maynard Sharp, Partia Pracy